# John Summers & Sons
John Summers & Sons est une ancienne entreprise sidérurgique essentiellement basée à Shotton, dans le Flintshire, dans le pays de Galles.
Fondée en 1850 comme un modeste producteur de clous à ferrer les chevaux, l'entreprise se développe rapidement et fonde notamment, en 1895, l'usine sidérurgique de Shotton. L'entreprise est nationalisée en 1967 et intégrée dans la British Steel Corporation. Elle a atteint alors son appogée, employant plus de 13 000 personnes. Mais ces effectifs traduisent aussi l'obsolescence de l'outil, et les usines fondées disparaissent progressivement.

## Histoire

### Fondation par John Summers et ses fils (1850-1896)
John Summers nait à Bolton le 17 mai 1822, d'un père tisserand. Il quitte Bolton en 1842 pour devenir sabotier à Dukinfield et y épouse Mary Woolley en 1848. Il rachète alors le commerce de son fournisseur de fers à sabot et commence à fabriquer des fers à sabot et des clous pour son propre compte. L'affaire est prospère et l'année 1850 voit la fondation de l'entreprise. En 1851, en visitant l'Exposition universelle, John Summers découvre et achète une machine à fabriquer les clous. Ayant besoin de locaux plus grands, il loue la Sandy Bank Iron Forge avec les trois maisons attenantes afin de loger ses ateliers qu'il baptise Sandy Vale Cut & Patent Wrought Nail & Clog Iron Works.
En 1869, Summers décide de produire son propre fer. Il édifie alors une nouvelle usine à Bayley Fields, à Stalybridge : les Globe Iron Works. L'usine exploite 12 fours à puddler et laminoirs, dispose d'un embranchement particulier ainsi que de sa propre locomotive.
John Summers meurt peu après, le 10 avril 1876, d'une hémorragie cérébrale à 53 ans, laissant sept fils et deux filles. Sa femme, Mary, était décédée le 2 octobre 1870, à 42 ans, un mois après avoir accouché. Mais la gestion de l'entreprise est alors déjà assumée par ses premier et troisième fils, James et John.

### L'usine de Shotton (1896-1917)
En 1889, les associés de l'entreprise, James, John, William, Walter, Harry et Frank sont tous des Summers. Mais la demande en clous décline et les frères décident de se lancer dans la production de tôles et de barres de fer laminées. Une grande partie de leur production de tôles étant vendue pour la galvanisation, l'entreprise décide de construire sa propre usine de galvanisation, qui démarre en 1894. Mais le terrain disponible à Bayley Fields, de 24 acres, ne suffit plus. La décision est donc prise d'aménager un nouveau site. L'estuaire de la Dee, à proximité du pont d'Hawarden (en), est choisi pour la construction de l'usine sidérurgique de Shotton, qui démarre en 1896.
Le 9 mars 1898, l'entreprise devient une Public Company. La nouvelle usine de Shotton est développée par James et Frank Summers, tandis que John et Harry gèrent les Globe Iron Works. En 1908, le siège social est transféré dans la nouvelle usine, qui est devenue le centre de production principal de l'entreprise. Harry prend progressivement l'ascendant : insatisfait de l'implication de ses deux frères ainsi que du management dans le développement du site de Shotton, il prend la direction de l'entreprise lors de ce transfert, épure le management et devient Président du conseil d'administration en 1913, après la mort de James.
En 1902, une aciérie est construite à Shotton, avec 9 fours Martin-Siemens, afin de s'affranchir de l'achat d'acier aux États-Unis pour la production de tôles. En 1917, une deuxième aciérie est construite, ainsi qu'un laminoir à barres : l'usine devient alors totalement autosuffisante vis-à-vis de l'acier qu'elle transforme.

### Expansion et modernisation (1917-1967)
En 1917, la Wolverhampton Corrugated Iron Co d'Ellesmere Port est rachetée. En 1920, c'est au tour de la Shelton Iron and Steel : elle apporte des hauts fourneaux et des charbonnages qui permettent à la famille Summers de finir l'intégration verticale vers l'amont. Mais les 6 hauts fourneaux de Shelton, complètement obsolètes (ils étaient encore chargés à la main!), doivent être reconstruits. Un septième haut fourneau est démarré en mai 1922, capable de produire plus que 3 hauts fourneaux voisins. La même année, le puddlage est définitivement abandonné. Puis les hauts fourneaux 4 et 6 sont reconstruits : en 1926, les 3 hauts fourneaux de Shelton produisent 6 000 tonnes de fonte par semaine. En 1927, l'entreprise est propriétaire des Globe Works, de Wolverhampton Corrugated Iron Co, de la Shelton Iron and Steel ainsi que de deux charbonnage, la Talk o' the Hill Colliery à Stoke-on-Trent et la Buckley Colliery Co à Chester. L'usine de Shotton consiste en 2 laminoirs dégrossisseurs, 57 laminoirs à tôle, 2 trains à bande et 18 fours Martin-Siemens.
Par contre, la Grande Dépression affecte durement l'entreprise. Les laminoirs historiques des Globe Works sont fermés en 1929 tandis que des suppressions massives d'emplois sont menées à Shotton.
Dans le milieu des années 1930, l'entreprise reprend ses investissements avec la mise en service du premier laminoir Sendzimir de Grande-Bretagne. La première ligne de galvanisation à chaud de Grande-Bretagne démarre en 1937. Cette année-là, la Mesta Machinery (en) de Pittsburgh est approchée afin de fournir un laminoir à chaud en continu. Cette installation extrêmement coûteuse est cofinancée par la United Steel Companies (en) et la Banque d'Angleterre. Plus de 7 000 t de machines et d'outillages sont importées des États-Unis et, le 9 novembre 1939, la première brame est laminée à Shotton.
Pendant la Seconde Guerre mondiale, les usines contribuent à l'effort de guerre britannique : pendant cette période, l'entreprise produit 3 350 000 t de lingots d'acier et lamine 2 220 000 t de tôles. Au lendemain de la guerre, John Summers & Sons groupe Shelton Iron, Steel and Coal Co Ltd, Holditch Mines Ltd, Wolverhampton Corrugated Iron Co et Castle Fire Brick Co Ltd. En 1947, un plan d'investissement de dix ans est mis en œuvre, correspondant à un budget de 54 millions de livres sterling.
En 1951, l'entreprise est nationalisée… et immédiatement privatisée par le gouvernement Tory en 1953. Ses anciens propriétaires (la famille Summers et la United Steel Companies) reprennent le contrôle de l'usine mais, entre-temps, l'usine de Shotton a été dotée de hauts fourneaux et fonctionne dorénavant indépendamment de la Shelton Bar. Cette dernière doit s'inventer un nouveau destin : un investissement audacieux de 18,5 millions de livres sterling, consistant à reconstruire l'aciérie autour de deux convertisseurs Kaldo et de deux coulées continues, tout en abandonnant les filières traditionnelles, donne un nouvel élan à l'usine. La nouvelle aciérie démarre en 1964.
En 1956, à la demande gouvernementale de la Iron and Steel  Holding and Realization Agency, l'entreprise prend le contrôle de Burnell and Co Ltd et de Birmingham Corrugated Iron Co Ltd. L'objectif est de prendre en charge ces deux sociétés en difficulté : leurs usines, obsolètes, ferment en 1963. En 1961, l'ensemble des filiales de l'entreprise emploie 16 000 personnes et la capacité de production atteint 1 650 000 t de lingots d'acier.

### Restructurations (1967-1971)
En 1967, l'industrie sidérurgique est renationalisée, et intégrée dans British Steel afin de mener à bien une nécessaire restructuration. À cette date, l'entreprise emploie 13 000 personnes et ses usines couvrent 980 acres. Les installations restantes des Globe Iron Works, obsolètes, sont fermées en 1969. La cokerie de Shelton est arrêtée en 1968, les hauts fourneaux de Shelton s'alimentant dès lors à Shotton. Le laminoir de Shelton de 18 pouces est de même fermé en 1971.

### Vestiges (depuis 1971)
Après la vague de rationalisation de la fin des années 1960, les fermetures continent, à un rythme plus faible cependant. La filière à chaud de Shelton s'arrête en 1978, celle de Shotton en 1980. En 2000, c'est au tour des laminoirs de Shelton de fermer.